# Teocalli

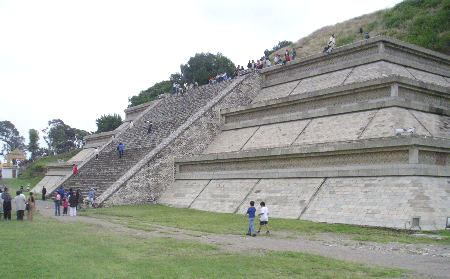
Teocalli de Cholula.

Un teōcalli, o teocali (palabra de origen náhuatl que deriva de teō(tl)-, energía creadora, auténtico', y cal-li, 'casa, recinto') es un basamento piramidal anahuaca coronado por un templo. Dicho basamento utiliza el método de construcción talud-tablero, y muchos rituales religiosos mexicanos del México prehispánico tuvieron lugar en dichos templos.
Quizás el teocalli más importante de la historia mesoamericana se trató del Templo Mayor, de los mexicas, ubicado en el interior del recinto ceremonial de Tenochtitlan y del cual se pueden apreciar las ruinas en la esquina noreste del Zócalo de la Ciudad de México.
Cu es el vocablo, de origen maya, empleado por Bernardino de Sahagún en su Historia general de las cosas de la Nueva España para referirse a este tipo de pirámides.

## En la cultura popular

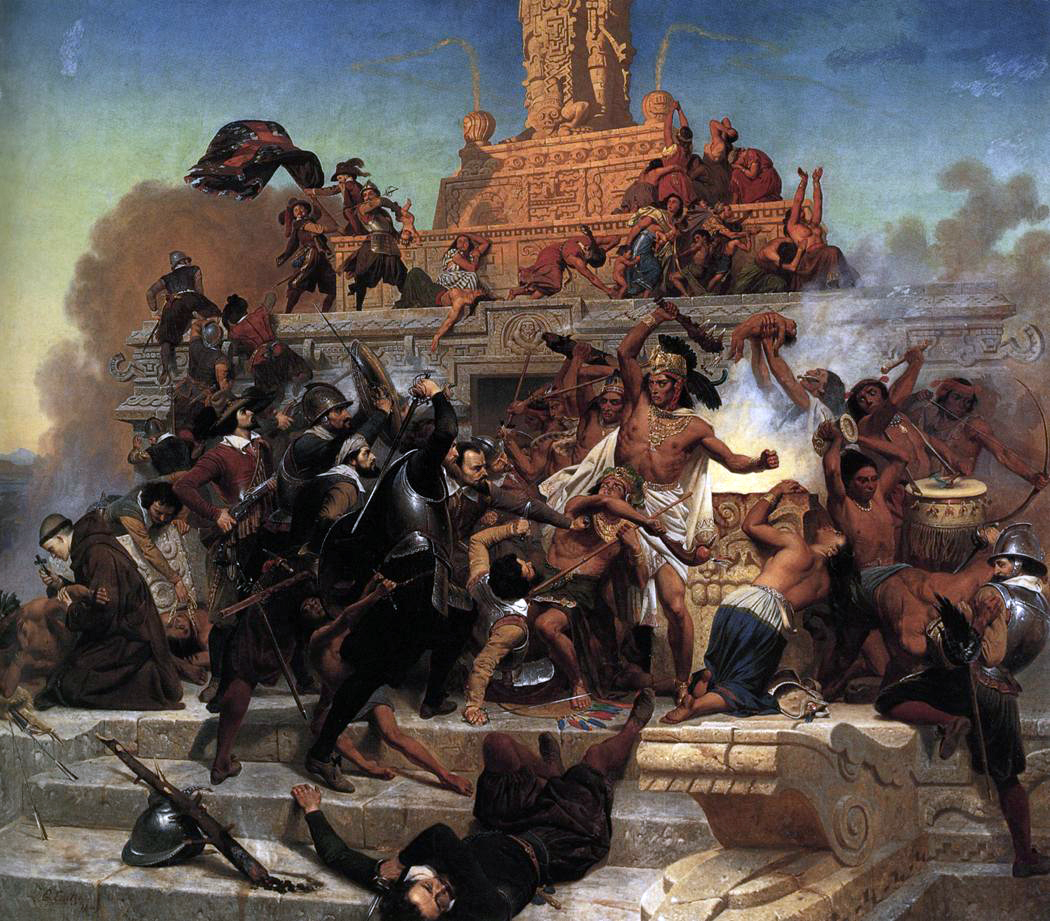
El asalto al Teocalli por Cortés y sus tropas.

El poeta cubano José María Heredia compuso un poema titulado En el teocalli de Cholula. En la cultura chicana moderna se refiere a la Iglesia Nativa Americana como "teocalli". En su cuento «La noche boca arriba» (1956), el escritor argentino Julio Cortázar menciona al teocalli, lugar al que llevan los aztecas a su prisionero moteca para luego sacrificarlo.